# Ritratto di Borso d'Este
Il ritratto di Borso d'Este è un dipinto a tempera su tela, applicata a sua volta su tavola, realizzato da Baldassarre d'Este, conservato alla pinacoteca del Castello Sforzesco di Milano.

## Storia e descrizione
Il dipinto fu realizzato da Baldassarre d'Este, figlio illegittimo di Niccolò III d'Este talvolta identificato con il pittore Vicino da Ferrara, attivo nel ducato di Milano tra il 1461 e il 1471. Il soggetto del ritratto è il fratellastro Borso d'Este: l'opera non è in verità molto esemplificativa dello stile del pittore, che al contrario fu molto attivo nella diffusione delle esperienze del rinascimento ferrarese e bolognese: si nota un attento naturalismo forse mutuato da modelli fiamminghi; da qui alcune ipotesi vogliono il quadro come un'opera almeno parzialmente di bottega.